# Telstar 11N
O Telstar 11N é um satélite de comunicação geoestacionário, construído pela Space Systems/Loral (SS/L), ele está localizado na posição orbital de 37,5 graus de longitude oeste e é administrado pela Telesat Canada, com sede em Ottawa no Canadá. O satélite foi baseado na plataforma LS-1300LL e sua vida útil estimada é de 15 anos.

## Lançamento
O satélite foi lançado com sucesso ao espaço no dia 26 de fevereiro de 2009, às 18:29 UTC, por meio de um veículo Zenit-3SLB a partir do Cosmódromo de Baikonur, no Cazaquistão. Ele tinha uma massa de lançamento de 4.012 kg.

## Capacidade e cobertura
O Telstar 11N é equipado com 39 transponders em banda Ku de alta potência para fornecer serviços de telecomunicações (aplicações de vídeo e dados) para os continentes da América do Norte, Europa e África, bem como serviços de comunicações móveis para a região do Oceano Atlântico.